# Рішельє (футбольний клуб)
ФК «Рішельє́» Оде́са — український футбольний клуб з міста Одеса. Багаторазовий чемпіон України з футболу та міні-футболу серед ветеранів, найтитулованіший ветеранський клуб країни. Базовий клуб ветеранської збірної України з футболу. Багаторазовий чемпіон Одеси з футболу та міні-футболу серед ветеранів. Чемпіон Одеси з міні-футболу.

## Історія
Датою заснування клубу вважається 1 квітня 1993 року. Цього дня в Одесі на стадіоні «Чорноморець» відбувся товариський матч зірок радянської та російської естради «Старко» зі збірною бізнесменів та ветеранів одеського футболу, яку як тренер очолив Петро Чілібі. Він же разом з відомим одеським політиком Ігорем Рєзніком зібрану «з листа» команду трохи пізніше перетворив на ветеранський футбольний клуб, який отримав назву «Рішельє» — по імені знаменитого герцога Армана де Рішельє. Матч «Рішельє» — «Старко» закінчився з рахунком 3:2 на користь артистів, всі три голи у складі яких забив пітерський музикант Леонід Стулік.
Незважаючи на статус ветеранського, клуб брав активну участь в офіційних змаганнях дорослих колективів, серед яких міцно займав лідируючі позиції. Першою чемпіонської перемоги у своїй історії «Рішельє» добився 9 березня 1997 року, з рахунком 4:3 обігравши у фінальному матчі зимової першості Одеси команду «Факел». Згодом скарбничка клубних досягнень поповнилась більш ніж 50-ма чемпіонськими титулами і кубковими трофеями.
Найбільш титулованим гравцем у складі «Рішельє» є Петро Чілібі.

## Досягнення
- Чемпіон European Master Games (1): 2008 [Архівовано 4 листопада 2016 у Wayback Machine.].
- Чемпіон України з футболу серед ветеранів старших 35 років (9): 1998, 1999, 2000, 2001, 2004, 2006, 2008, 2010, 2012.
- Чемпіон України з футболу серед ветеранів старших 45 років (6): 2001, 2002, 2006, 2008, 2011, 2012.
- Володар Суперкубка України з футболу серед ветеранів старших 35 років (4): 2000, 2001, 2005, 2011.
- Чемпіон Одеси з футболу серед ветеранів старших 35 років (12): 2001–2012.
- Чемпіон Одеси з футболу серед ветеранів старших 45 років (4): 2008–2011.
- Переможець зимової першості Одеси (1): 1996/97.
- Переможець Кубка пам'яті Валерія Лобановського в США (2): 2004, 2007.
- Чемпіон Одеси з футзалу серед дорослих команд (1): 2010.
- Неодноразовий переможець і фіналіст міжнародних турнірів ветеранів з футболу та міні-футболу.
- 7-кратний чемпіон України з міні-футболу (ветерани старше 35, 45 і 50 років — чемпіонат пам'яті Віктора Дукова).
- 19-кратний чемпіон Одеси з міні-футболу та футболу 8х8 серед ветеранів.